# Vampires
Vampires är en amerikansk skräckfilm från 1998, regisserad av John Carpenter.

## Handling
Vampyrjägaren Jack Crows (James Woods) uppgift är att utrota vampyrerna från jorden. Han har lyckats bra, men en speciell vampyr, Valek, har alltid lyckats klara sig undan.

## Skådespelare
- James Woods - Jack Crow
- Daniel Baldwin - Anthony Montoya
- Sheryl Lee - Katrina
- Thomas Ian Griffith - Jan Valek
- Maximilian Schell - Cardinal Alba
- Tim Guinee - Father Adam Guiteau
- Mark Boone Junior - Catlin
- Gregory Sierra - Father Giovanni
- Cary-Hiroyaki Tagawa - David Deyo
- Thomas Rosales Jr. - Ortega
- Henry Kingi - Anthony
- David Rowden - Bambi
- Clarke Coleman - Davis
- Mark Sivertson - Highway Patrolman
- John Furlong - Father Joseph Molina

## Filmpriser

### Vunna Priser
- Academy of Science Fiction, Fantasy & Horror Films, USA
  - Bästa manliga huvudroll - James Woods
  - Bästa make-up
- Robert Kurtzman
- Gregory Nicotero
- Howard Berger

### Nomineringar
- Academy of Science Fiction, Fantasy & Horror Films, USA
  - Bästa skräckfilm
  - Bästa kvinnliga biroll -Sheryl Lee
- Bram Stoker Awards
  - Andra Media - John Carpenter
- International Horror Guild
  - Bästa film